# Mouvement Hurufiyya
Le mouvement Hurufiyya (arabe : حروفية ḥurufiyyah, forme adjectivale ḥurufī : « lettres » de l'alphabet) est un mouvement artistique et esthétique apparu dans la seconde moitié du XXe siècle parmi les artistes musulmans, qui ont utilisé leur compréhension de la calligraphie islamique traditionnelle dans le cadre des préceptes de l'art moderne. En combinant tradition et modernité, ces artistes ont œuvré au développement d'un langage visuel propre à leur culture, qui a insufflé un sentiment d'identité nationale dans leurs États-nations respectifs, à une époque où nombre de ces États se débarrassaient de la domination coloniale et affirmaient leur indépendance. Ils ont adopté le même nom que les Hurufi, une approche du soufisme qui a émergé à la fin du XIVe siècle et au début du XVe siècle. L'historienne de l'art Sandra Dagher (en) a décrit le mouvement Hurufiyya comme étant le plus important à émerger dans l'art arabe au XXe siècle.

## Définition
Le terme hurufiyya est dérivé du terme arabe harf qui signifie lettre (alphabet). Lorsque le terme est utilisé pour décrire un mouvement artistique contemporain, il fait explicitement référence à un système d'enseignement médiéval impliquant la théologie politique et le lettrisme. Dans cette théologie, les lettres étaient considérées comme des signifiants primordiaux et des manipulateurs du cosmos. Le terme est donc chargé d'une signification intellectuelle et ésotérique soufie,.
Le mouvement artistique hurufiyya (également connu sous le nom de mouvement Al-hurufiyyah ou de mouvement lettriste) fait référence à l'utilisation de la calligraphie comme élément graphique dans une œuvre d'art, généralement une œuvre abstraite,. Le mouvement artistique hurufiyya panarabe se distingue de l'Internationale lettriste qui avait une section algérienne fondée à Chlef en 1953 par Hadj Mohamed Dahou.
Le terme hurufiyya est devenu quelque peu controversé et a été rejeté par un certain nombre de spécialistes, dont Wijdan Ali (en), Nada Shabout et Karen Dabrowska. Un autre terme, al-madrassa al-khattiya fil-fann (« école d'art calligraphique ») a été proposé pour décrire l'utilisation expérimentale de la calligraphie dans l'art arabe moderne,,.

## Histoire et concepts

Amir Khusrau, Un vieux soufi se lamente sur sa jeunesse perdue, page d'un manuscrit soufi, XIIIe siècle. L'art soufi a inspiré en partie le mouvement al-hurufiyya.

L' art calligraphique traditionnel était soumis à des règles strictes, qui, entre autres, le confinaient aux œuvres dévotionnelles et interdisaient la représentation d'êtres humains dans les manuscrits. Les calligraphes pratiquants s'entraînaient avec un maître pendant de nombreuses années afin d'apprendre à la fois la technique et les règles régissant la calligraphie. Les artistes contemporains de la hurufiyya se sont toutefois affranchis de ces règles, permettant aux lettres arabes d'être déconstruites, modifiées et incluses dans des œuvres d'art abstraites.
L'utilisation d'éléments arabes traditionnels, notamment la calligraphie, dans l'art moderne est apparue indépendamment dans divers États islamiques ; peu d'artistes travaillant dans ce domaine se connaissaient, ce qui a permis à différentes manifestations de la hurufiyya de se développer dans différentes régions,. Au Soudan, par exemple, le mouvement était connu sous le nom d'École de Khartoum et revêtait un caractère particulier, dans lequel les motifs africains et la calligraphie étaient combinés, tandis que des supports tels que le cuir et le bois remplaçaient la toile pour donner un style africain distinct,. Au Maroc, le mouvement s'est accompagné du remplacement des supports traditionnels par des huiles ; les artistes ont privilégié les teintures traditionnelles telles que le henné, et ont adopté le tissage, la bijouterie et le tatouage, tout en incluant des motifs traditionnels amazighs. En Jordanie, il était généralement connu sous le nom de mouvement al-hurufiyyah, tandis qu'en Iran, il était appelé le mouvement Saqqa-Khaneh.
Certains chercheurs ont suggéré que Madiha Omar (en), qui était active aux États-Unis et à Bagdad à partir du milieu des années 1940, était la pionnière du mouvement, car elle a été la première à explorer l'utilisation de l'écriture arabe dans un contexte d'art contemporain dans les années 1940 et a exposé des œuvres inspirées de la hurufiyya à Washington en 1949. D'autres chercheurs ont cependant suggéré qu'elle était un précurseur de l'hurufiyya. D'autres chercheurs encore ont suggéré que le mouvement artistique hurufiyya a probablement commencé en Afrique du Nord, dans la région du Soudan, avec le travail d'Ibrahim el-Salahi,,, qui a d'abord exploré les manuscrits coptes, une démarche qui l'a conduit à expérimenter la calligraphie arabe. Il est clair qu'au début des années 1950, un certain nombre d'artistes de différents pays ont expérimenté des œuvres basées sur la calligraphie, notamment le peintre et sculpteur irakien Jamil Hamoudi (en) (1924–2003), qui a expérimenté les possibilités graphiques de l'utilisation des caractères arabes, dès 1947, ; les peintres iraniens Nasser Assar (1928-) et Hossein Zenderoudi (en) (1937-), qui a remporté un prix à la Biennale de Paris en 1958.
Les artistes hurufiyya ont rejeté les concepts de l'art occidental et se sont plutôt attaqués à une nouvelle identité artistique puisée dans leur propre culture et leur patrimoine. Ces artistes ont réussi à intégrer les traditions visuelles islamiques, notamment la calligraphie, dans des compositions indigènes contemporaines,,. Le thème commun aux artistes de la hurufiyya est qu'ils ont tous puisé dans la beauté et le mysticisme de la calligraphie arabe, mais l'ont utilisée dans un sens moderne et abstrait. Bien que les artistes de la hurufiyya aient lutté pour trouver leur propre dialogue individuel avec le nationalisme, ils ont également travaillé à une esthétique plus large qui transcende les frontières nationales et représente une affiliation à une identité arabe dans la période post-coloniale.
L'historienne de l'art Christiane Treichl explique comment la calligraphie est utilisée dans l'art contemporain :

« Ils déconstruisent l'écriture, exploitent la lettre et en font un signe indiciel de la calligraphie, de la tradition et du patrimoine culturel. Comme le signe est purement esthétique, et seulement linguistique dans son association culturelle, il ouvre des voies d'interprétation jusqu'alors inexplorées et attire des publics différents, tout en maintenant un lien avec la culture de l'artiste concerné [...]. Les artistes Hurufiyya suppriment la fonction signifiante du langage. Les personnages deviennent de purs signes, et temporairement vidés de leur sens référentiel, ils deviennent disponibles pour de nouvelles significations. »

Le mouvement artistique hurufiyya ne se limitait pas aux peintres : il inclut également d'importants céramistes tels que le Jordanien Mahmoud Taha (en) (1942-), qui combine l'esthétique traditionnelle, notamment la calligraphie, avec un savoir-faire artisanal, et des sculpteurs, tels que le Qatari Yousef Ahmad (en) (1955-) et les sculpteurs irakiens Jawad Saleem (1920-1961) et Mohammad Ghani Hikmat (1929-2011). Le mouvement n'était pas non plus organisé selon des lignes formelles à travers les nations arabophones. Dans certaines nations arabes, les artistes de la hurufiyya ont formé des groupes ou des sociétés formels, comme le groupe irakien Al-Bu'd al-Wahad (en) (ou « groupe One Dimension ») qui a publié un manifeste,, alors que dans d'autres nations, les artistes travaillant indépendamment dans la même ville ne se connaissaient pas,.
L'historien de l'art Dagher a décrit la hurufiyya comme le mouvement le plus important à avoir émergé dans le monde arabe au XXe siècle. Cependant, le Cambridge Companion to Modern Arab Culture, tout en reconnaissant son importance en termes d'encouragement du nationalisme arabe, décrit la hurufiyya comme n'étant « ni un mouvement ni une école ».

## Types d'art hurufiyya
L'art hurufiyya comprend une gamme très variée d'« explorations des propriétés abstraites, graphiques et esthétiques des lettres arabes ». Les historiens de l'art, notamment Wijdan Ali (en) et Shirbil Daghir, ont tenté de développer une méthode de classification des différents types d'art hurufiyya. Ali identifie les éléments suivants, qu'elle décrit comme des écoles au sein du mouvement :
- Calligraphie pure : œuvres dans lesquelles la calligraphie constitue à la fois l'arrière-plan et le premier plan ;
- Néoclassique : œuvres qui adhèrent aux règles de la calligraphie du XIIIe siècle. L'œuvre de Khairat Al-Saleh (en) (1940-) en est un exemple ;
- Classique moderne : œuvres qui mêlent la calligraphie pure à d'autres motifs, tels que des motifs géométriques répétitifs. Ahmad Moustaffa (1943-) est représentatif de ce style ;
- Calligraffiti (en) : œuvres qui utilisent l'écriture, mais qui ne suivent aucune règle et dont les artistes n'ont pas besoin de formation formelle. Les artistes calligraphes utilisent leur propre écriture ordinaire dans une composition moderne. Les artistes peuvent remodeler les lettres, ou simplement en inventer de nouvelles qui font référence aux écritures arabes traditionnelles. Parmi les artistes qui appartiennent à cette école, citons la peintre et poétesse libanaise Etel Adnan (1925-2021), le peintre égyptien Ramzi Moustafa (1926-) et l'artiste et intellectuel irakien Hassan Shakir (1925-2004) ;
- Calligraphie libre : œuvres qui équilibrent les styles classiques et les calligraffitis ;
- Calligraphie abstraite : art qui déconstruit les lettres et les inclut comme élément graphique dans une œuvre d'art abstraite. Dans ce style d'art, les lettres peuvent être lisibles, illisibles ou utiliser une pseudo-écriture. Rafa al-Naisiri (1940-) et Mahmoud Hammad (en) (1923-1988) en sont des artistes représentatifs ;
- Combinaisons calligraphiques : œuvres qui utilisent toute combinaison de styles de calligraphie, employant souvent la calligraphie marginale ou la calligraphie inconsciente. L'artiste Dia Azzawi (1939-) est un représentant de ce style[33].

## Artistes représentatifs

### Considérations générales
Les historiens de l'art ont identifié trois générations d'artistes de la hurufiyya :
- Première génération : les pionniers, qui ont été inspirés par l'indépendance de leurs nations, ont cherché un nouveau langage esthétique qui leur permettrait d'exprimer leur nationalisme. Ces artistes ont rejeté les techniques et les médias occidentaux, se tournant vers les médias indigènes et introduisant la calligraphie arabe dans leur art. Pour ce groupe d'artistes, les lettres arabes sont un élément central de l'œuvre d'art. Parmi les artistes de la première génération figurent l'artiste jordanienne Wijdan Ali (en), l'artiste soudanais Ibrahim el-Salahi, les artistes irakiens Hassan Shakir, Jamil Hamoudi (en) et Jawad Saleem, la peintre et poétesse libanaise Etel Adnan et l'artiste égyptien Ramzi Moustafa.
- Deuxième génération : les artistes dont la plupart vivent en exil, mais font référence à leurs traditions, leur culture et leur langue dans leurs œuvres. L'artiste Dia Azzawi est typique de cette génération.
- Troisième génération : Les artistes contemporains qui ont absorbé l'esthétique internationale et qui utilisent occasionnellement les écritures arabes et persanes. Ils déconstruisent les lettres et les utilisent d'une manière purement abstraite et décorative. Les œuvres de Golnaz Fathi (en) et de Lalla Essaydi sont représentatives de cette troisième génération.

La peintre irakienne Madiha Omar (en) est reconnue comme un pionnière du mouvement artistique hurufiyya, ayant exposé un certain nombre d'œuvres d'inspiration hurufiste à Georgetown dès 1949 et publié Arabic Calligraphy : An Inspiring Element in Abstract Art en 1950,. Jamil Hamoudi (en) était également un pionnier, actif dès les années 1950. Omar et Hamoudi ont tous deux rejoint le groupe Al-Bu'd al-Wahad (en) lorsqu'il a été fondé par Hassan Shakir en 1971, car ses principes étaient basés sur l'importance de la lettre arabe. L'artiste et historienne de l'art Wijdan Ali (en), qui a développé les traditions de la calligraphie arabe dans un format moderne et abstrait et qui est considérée comme une pionnière du mouvement en Jordanie, a réussi à attirer l'attention d'un public plus large sur la hurufiyya grâce à ses écrits et à son travail de conservatrice et de mécène,,.

### Artistes représentatifs par pays
Parmi les exposants notables de l'art hurufiyya, on peut citer,,,, :
- Algérie
  - Rachid Koraïchi (1947-)
  - Omar Racim (1894-1959)
- Égypte
  - Omar El-Nagdi (1931-)[40]
  - Ghada Amer (1963-), active en Égypte et en France
- Irak
  - Firyal Al-Adhamy (en) (ou Ferial al-Althami, 1950-)
  - Hassan Shakir (1925-2004)
  - Mohammad Ghani Hikmat (1929-2011)
  - Madiha Omar (en) (1908-2005)
  - Jamil Hamoudi (1924-2003)
  - Hassan Massoudy (1944-)
  - Dia Azzawi (1939-), actif en Irak et à Londres
  - Saadi Al Kaabi (1937-)[41],[42]
  - Ismael Al Khaid (c. 1900-)[43]
  - Rafa Nasiri (b. 1940)
- Iran
  - Nasser Assar (1928-2011)[19]
  - Golnaz Fathi (en) (1972-)
  - Parviz Tanavoli (1937-)
  - Mehrdad Shoghi (1972-)
  - Hossein Zenderoudi (en) (1937-)

- Jordan
  - Wijdan Ali (en) (1939-)
  - Mahmoud Taha (en) (1942-), céramiste

- Liban
  - Etel Adnan (1925-), poétesse et artiste visuelle
  - Saloua Raouda Choucair (1916-2017)
  - Samir Sayegh (1945-)[44]

- Maroc
  - Lalla Essaydi (1956-)

- Pakistan
  - Sadequain (en) (1930-1987)

- Palestine
  - Kamal Boullata (en) (1942-2019)

- Arabie saoudite
  - Ahmed Mater (1979-)
  - Nasser Al Salem (1984-)[45]
  - Faisal Samra (1955-), artiste multimédia visuel et de scène, actif en Arabie saoudite et au Bahreïn[46]

- Soudan
  - Ibrahim el-Salahi (1930-)
  - Osman Waqialla (1924-2007)

- Syrie
  - Mahmoud Hammad (en) (1923-)
  - Khaled Al-Saai (1970-), actif en Syrie et aux Émirats arabes unis[23]

- Tunisie
  - Nja Mahdaoui (1937-)
  - eL Seed (1981-), artiste urbain, calligraffiti

- Qatar
  - Yousef Ahmad (en) (1955-)
  - Ali Hassan Jaber (?-?)[47]
- Émirats arabes unis
  - Abdul Qader Al Rais (en) (1951-), actif à Dubaï
  - Mohammed Mandi (c. 1950-)[48]
  - Farah Behbehani (?-?)[49]

## Expositions et rétrospectives
Les artistes hurufiyya ont commencé à organiser des expositions à partir des années 1960. En plus des expositions individuelles, plusieurs expositions collectives montrant les variations de l'art hurufiyya, à la fois géographiquement et temporellement, ont également été organisées par des musées d'art prestigieux.
Parmi les rétrospectives notables :
- « Word into Art: Artists of the Modern Middle East » (2006), British Museum (Londres ; puis au Dubai Financial Centre en 2008)[50] ;
- « Hurufiyya: Art & Identity, exhibition featuring selected artworks 1960s - early 2000s » (2016-2017), Barjeel Art Foundation (en) et Bibliotheca Alexandrina (Alexandrie, Égypte)[34],[51].